# Ryttartorpet
Ryttartorpet är en bebyggelse på sydvästra delen av halvön Gränsö söder om  Gränsö slott i Västerviks kommun i Kalmar län. SCB avgränsade här en småort 2020.